# Selenomonas sputigena
Selenomonas sputigena è una specie di batterio appartenente alla famiglia delle Acidaminococcaceae.